# Markus Stein (Regisseur)

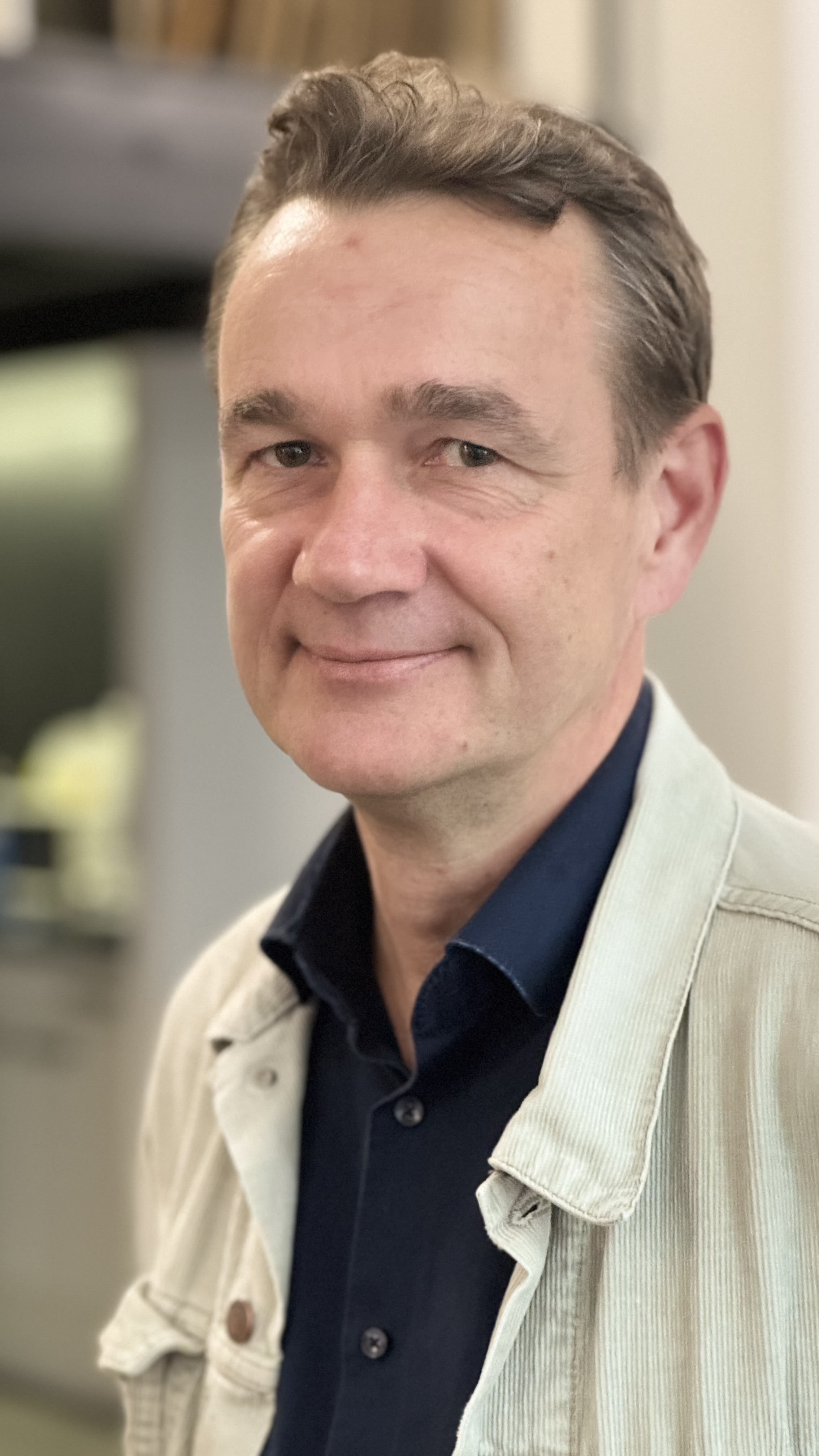
Markus Stein (2024)

Markus Stein (* 25. August 1965 in Mannheim) ist ein deutscher Regisseur, Kameramann und Drehbuchautor.

## Leben und Werk
Nach einem Studium an der Freien Universität Berlin und Kamera- und Regieassistenzen, unter anderem bei Otar Iosseliani, Wim Wenders und Thomas Mauch, schloss er 1998 sein Regiestudium in Łódź, Polen ab. Seitdem arbeitet er als Regisseur, Kameramann, Autor und Dramaturg.
2012, auf den 62. Internationalen Filmfestspielen Berlin, zeigte Markus Stein bereits den Film Unter Männern – Schwul in der DDR in der Sektion Panorama. Regie führte er bei diesem Dokumentarfilm zusammen mit Ringo Rösener. Im Februar 2024 feiert sein Dokumentarfilm Baldiga – Entsichertes Herz ebenfalls im Rahmen der Berlinale seine Uraufführung, in der Sektion Panorama Dokumente. Der Film behandelt die Biografie des Berliner Fotografen und bildenden Künstlers Jürgen Baldiga. Für den Film erhielt Stein zusammen mit Drehbuchautor Ringo Rösener am 20. März 2025 den Medienpreis der Deutschen AIDS-Stiftung 2023/24.

## Filmografie
- 1996: Berlin Retour (als Darsteller)
- 1998: Komiwojazer (The Beginner)
- 2008: Balkan Traffic – Übermorgen Nirgendwo
- 2012: Unter Männern – Schwul in der DDR
- 2013: Auswärts
- 2014: Nur der Pole bringt die Kohle
- 2019: Wer beherrscht Deutschland? - Was den Osten anders macht
- 2024: Baldiga – Entsichertes Herz